# 1965 في كندا
فيما يلي قوائم الأحداث التي وقعت خلال عام 1965 في كندا.

## سياسة

### تعيين في المنصب
- 8 نوفمبر – بيير ترودو عضو مجلس العموم الكندي.

## مواليد

### يناير
- 16 يناير – جيف سكول

### مارس
- 18 مارس – روبين شارما كاتب كندي.

### مايو
- 7 مايو – أوين هارت مصارع محترف كندي.
- 10 مايو – ليندا إيفانجيليستا
- 14 مايو – كيرت هارنيت دراج كندي.

### يوليو
- 7 يوليو – باولا ديفيك ممثلة كندية.

### أغسطس
- 28 أغسطس – شانيا توين

### أكتوبر
- 5 أكتوبر – ماريو لوميو لاعب هوكي جليد كندي.

### نوفمبر
- 17 نوفمبر – غرانت كونيل لاعب كرة مضرب كندي.
- 27 نوفمبر – كاثلين هيدل مُجدّفة كندية.

### ديسمبر
- 19 ديسمبر – جيسيكا ستين ممثلة كندية.

## وفيات

### يونيو
- 1 يونيو – راي فاركهارسون (مواليد 1897) طبيب وأستاذ جامعي وباحث كندي.